# Еллербе (Північна Кароліна)
Еллербе (англ. Ellerbe) — місто (англ. town) в США, в окрузі Річмонд штату Північна Кароліна. Населення — 864 особи (2020).

## Географія
Еллербе розташований за координатами 35°4′23″ пн. ш. 79°45′38″ зх. д. / 35.07306° пн. ш. 79.76056° зх. д. (35.073067, -79.760430).  За даними Бюро перепису населення США в 2010 році місто мало площу 3,84 км², з яких 3,82 км² — суходіл та 0,01 км² — водойми. В 2017 році площа становила 3,42 км², з яких 3,41 км² — суходіл та 0,01 км² — водойми.

## Демографія
Згідно з переписом 2010 року, у місті мешкали 1054 особи в 425 домогосподарствах у складі 269 родин. Густота населення становила 275 осіб/км².  Було 490 помешкань (128/км²).
Расовий склад населення:
| - 48,5 % — білих - 39,1 % — чорних або афроамериканців - 0,7 % — корінних американців - 0,5 % — азіатів - 8,4 % — осіб інших рас |

До двох чи більше рас належало 2,8 %. Частка іспаномовних становила 11,1 % від усіх жителів.
За віковим діапазоном населення розподілялося таким чином: 27,9 % — особи молодші 18 років, 57,6 % — особи у віці 18—64 років, 14,5 % — особи у віці 65 років та старші. Медіана віку мешканця становила 36,6 року. На 100 осіб жіночої статі у місті припадало 86,2 чоловіків;  на 100 жінок у віці від 18 років та старших — 83,6 чоловіків також старших 18 років.
Середній дохід на одне домашнє господарство  становив 34 641 долар США (медіана — 26 875), а середній дохід на одну сім'ю — 43 417 доларів (медіана — 33 214). Медіана доходів становила 31 250 доларів для чоловіків та 28 542 долари для жінок. За межею бідності перебувало 27,4 % осіб, у тому числі 40,6 % дітей у віці до 18 років та 4,9 % осіб у віці 65 років та старших.
Цивільне працевлаштоване населення становило 403 особи. Основні галузі зайнятості: освіта, охорона здоров'я та соціальна допомога — 28,8 %, роздрібна торгівля — 18,1 %, виробництво — 15,1 %.